# Książę Buckingham i Normanby
Baronowie Sheffield 1. kreacji (parostwo Anglii)
- 1547–1549: Edmund Sheffield, 1. baron Sheffield
- 1549–1568: John Sheffield, 2. baron Sheffield
- 1568–1646: Edmund Sheffield, 3. baron Sheffield

Hrabiowie Mulgrave 1. kreacji (parostwo Anglii)
- 1626–1646: Edmund Sheffield, 1. hrabia Mulgrave
- 1646–1658: Edmund Sheffield, 2. hrabia Mulgrave
- 1658–1721: John Sheffield, 3. hrabia Mulgrave

Markizowie Normanby 1. kreacji (parostwo Anglii)
- 1694–1721: John Sheffield, 1. markiz Normanby

Książęta Buckingham i Normanby (parostwo Anglii)
- 1703–1721: John Sheffield, 1. książę Buckingham i Normanby
- 1721–1735: Edmund Sheffield, 2. książę Buckingham i Normanby